# Luboš Zelený
Ing. Luboš Zelený (* 23. prosince 1946 Městec Králové) je český spisovatel, básník, prozaik, překladatel a dramatik.

## Život
Narodil se 23. 12. 1946 v Městci Králové. Dětství a školní léta prožil ve Velkých Výklekách. Vystudoval Gymnázium (SVVŠ) v Městci Králové a Poděbradech (1960–1964) a lesnickou fakultu VŠZ v Brně (1964–1970, státní zkouška 1972). Postgraduálně studoval knihovnictví a informatiku a kurz žurnalistiky. Pracoval jako lesní dělník, pomocný asistent VŠZ, technik polesí, středoškolský profesor, ředitel okresní knihovny, vedoucí odboru kultury a ochrany přírody ONV, historik, redaktor a šéfredaktor deníku, asistent poslance PČR. Od roku 2007 se věnuje literatuře a publicistice. Žije v Trutnově.

## Dílo
V jeho básnických sbírkách převažuje rustikální tematika, v knihách pro děti jsou pohádky zasazené do regionu Krkonoš,Podkrkonoší a areálu Státního zámku Kuks.

### Literární začátky
První zmínky o literární tvorbě sahají do padesátých let, kdy vznikl text Ostrov malého Igota. Toto směřování dostalo podporu na vysokoškolských studiích (Lesnická fakulta Vysoké školy zemědělské Brno), když v letech 1968/1969 se jako redaktor účastnil práce na vydávání studentského časopisu lesnické fakulty Lef, kde byly otištěny i jeho první básně. V těchto letech vznikla také samizdatová sbírka básní Kytice pro hrbatého špicla. Zásadní je zejména působení Lefu v období Palachova týdne a studentské stávky (leden 1969).
Zelený díky Lefu poznal řadu brněnských a později pražských literátů. Z mladých se sešel s partou kolem časopisu Kurýr, který vedl básník a prozaik Ludvík Štěpán. Ten mu v posledním čísle časopisu Kurýr otiskl první sloupek básní, a sestavil sborník Čas, kterým mládí jde, do něhož L. Zelený přispěl prózou Obraz světa. V tomto období však poezie u Zeleného zcela převážila. Byla recitována v brněnské Múze, v Praze v pořadech Jana Buriana v divadle Maringotka, následovala Viola. Své básně publikoval v Čs. vojákovi, v Mladé frontě, Tvorbě, Květech, ve Světě práce, i povídky a pohádky pak od sedmdesátých let také v deníku Pochodeň a v časopisu Krkonoše, články a fejetony ve Vědě a životě (kam jej přivedl šéfredaktor Oleg Sus).

### Období do roku 1989
Zelený se nejdřív soustředil na básnickou tvorbu. Jeho básně nejprve vycházely ve sbornících. Byly to po řadě sborníky Zelené světlušky (1972), Pohledy (1974), Zpívej mi a vzpomenu si (1976; zde vyšla rozsáhlejší poema Balzamína, provázející rodným krajem), Rozměry času (1976), Rosný bod (1976).
Na svou vlastní knihu si musel řadu let počkat. První samostatná sbírka Potřebná věc mu vyšla v roce 1978, ačkoli byla odevzdána už v roce 1971.
Po první sérii krátkých básní následují dvě delší: Nápis na stromě konfrontační paralelou textu citujícího fakta o koncentračním táboře těhotných a veršů popisujících současnost jednak dokumentuje zrůdnost a hrůznost fašismu a zároveň oslavuje osvobození od něj. Semínka pak jsou autorův hold živým i mrtvým ruským vojákům, kteří nás osvobodili.
Druhou sérii uzavírají čtyři delší básně, dvě dvoudílné a dvě čtyřdílné. Postupně Má slova hovoří o nasazení, s nímž autor píše, oslavou osvoboditelů jsou básně Tvá řeč, To slavné a také Vánoce 1973, v nichž přemítá nad válečnou hrozbou, budící touhu po míru.
Pro příležitostný bibliofilský tisk Jeřabinka (1981) ke Dnům kultury Černigovské oblasti (SSSR) přeložil Zelený 7 básní Naděždy Semenčekové, ukrajinské básnířky.
Od roku 1984 začaly vycházet Zeleného prózy: k Pohádkám do ouška jehly (1984) a Pohádce z duhového poháru (1986) můžeme přiřadit i Pohádku o Pískovečkovi, jež sice vyšla až v roce 1993, ale byla napsána už v roce 1981. Jde o pohádky autorské, a to imitačně–inovačního typu, jehož hrdiny bývají netradičně pojaté nadpřirozené bytosti, jsou polidštěny či parodovány a jejich poslání má povětšině charakter vyjádření autorova etického a mravního kréda. Mají blízko k rumcajsovským pohádkám Václava Čtvrtka, ať je to jejich konkrétní místopis (jsou postupně situovány do Malých Svatoňovic, Krkonoš a Kuksu), nebo potýkání hlavního hrdiny s tou či onou vrchností či nadřazeností, ale také ve vynalézavém, metaforicky plastickém, bohatém a přitom výstižném jazyce, blízkém lidové slovesnosti.
Příhody hrdiny Józy v Pohádkách do ouška jehly evokují večerníčkovské příběhy Krkonošské pohádky České televize z roku 1974; Trautenberka připomene zejména epizoda s vypočítavým krejčím Faltou. Pohádky zaujaly Loutkový soubor Úpice, který je v roce 2007 zdramatizoval a hrál.
Jednou z vyprávěcích linií Pohádky z duhového poháru je putování za duhovým pohárem. Paralelně s ní se rozvíjí i střetání předstírané lásky s láskou opravdovou, další linií je zápas siláka Kuby s pokoušením skřítka Mumlávka, který jej chce svést k pašování, což je motiv, který nerozlučně patří ke koloritu krkonošského příhraničí. Pointou je zjištění, že dobrý člověk je ta jediná pohádková bytost, kterou může potkat každý.
Zeleného někdejší dětské setkání se soškou z Kuksu inspirovalo k Pohádce o Pískovečkovi, příhodám Pískovečka, sochy, která se hýbe a mluví a nakonec se po výpravě na zkušenou stane skutečným chlapcem podobně jako Pinocchio Carla Collodiho.
Zeleného příběh dává dětskému čtenáři poznat smysl a sílu morálky a v neposlední řadě jej poučí i o díle Matyáše Brauna.

### Období po roce 1989
Po sametové revoluci vedle oficiálních možností vydávání knih není nijak než finančně omezena možnost publikovat nákladem vlastním. Zelený tento samizdat v novém kabátě zkráceně nazval SOVYNAZ, solitérní vydávání na zakázku.
Z bezprostřední životní inspirace vznikly knihy říkadel pro mateřské školy (Zeleného manželka v mateřské škole učí). Původně mělo jít o jednu knihu, ale nakladatelé neprojevili zájem, a tak ji Zelený pro Sovynaz rozdělil do čtyř titulů, Čáry, máry nad safari, Čarovánky, Jak se chodí do školky a Mouchy, kočky, myši, prozradí, co slyší (všechny vydány 2008). Jde o nonsensové verše s vynalézavými rýmy, kde se děti setkají se zajímavými zvířaty ap.
V Sovynazu vydal i své básnické sbírky. Přebrané spisy (1994) považuje Zelený za omyl. Ve sbírce Slovapění (2011) básně spojuje vyslovení životního pocitu, toho, jak básník dnes vidí a vnímá skutečnost kolem sebe, zkoncentrované ve verši z básně Chůze v mlhách „... přesto se držíme naděje za rukáv/ a jdeme...“. Nalezneme tu básně milostné, resp. „post-milostné“, básně lyrického okamžiku i básně o psaní básní, v dalších případech jde o metaforický popis konkrétního zážitku. Za knihu Slovapění v září 2012 získal Zelený uznání při udělování Mobelovy ceny 2012. Zelený se v této sbírce přiznává k pseudonymu Pastevec, který používal v letech 2008–2009 při vyvěšování svých básní na Totemu (TOTální E Magazín),  kde našel další publikační možnosti.
Titul sbírky Potlučené fantazie (2012) je v úvodu vyložen jako PF 2012. Jde tedy o manifestaci časových básní, o vyslovení se k aktuálnímu dění, o přání do roku 2012, o stručné shrnutí a konstatování, že ne všechny ideální představy o budoucnosti se splnily.
Básně z venkovského života z dřívějšího období shrnuje a souborně vydává ve sbírce Selské křeslo (2021). 
K Zeleného básnické produkci se řadí i jeho překlad poezie Daniela Uffa Horna Malé písně (2009). Vyjma závěrečné básně, která se na větším prostoru programově vyslovuje k romantismu, jsou to nerozsáhlá plně srozumitelná čísla přírodní či milostné lyriky tradiční rýmové, veršové a metaforické struktury, na nichž se Zelený mohl učit tomuto způsobu poetického uvažování.
Zeleného publicistickou činnost (byl redaktor a šéfredaktor Krkonošských novin, volný novinář, vedoucí editor krajské redakce Vysočina Jihlava) shrnuje svazek S broukem v hlavě (2009), sbírka novinových fejetonů, které jsou svědectvím o duchu doby. Členění sbírky připomíná novinovou rubriku Brouk v hlavě, jež soustřeďovala zamyšlení nad aktuálními problémy. Třetí oddíl Lidičky a lidi obsahuje převážně medailonky osobností spjatých s Trutnovskem.
Poezie:
- Potřebná věc (MF Praha, 1978)
- Přebrané spisy (Sovynaz Trutnov – vl. nákl., 1994)
- Slovapění (Sovynaz , 2009, 2011)
- Potlučené fantazie (Sovynaz, 2012)
- Selské křeslo (z bukoliky 1970–1978). (Broumov: Věra Kopecká, 2021. ISBN 978-80-88040-69-9)

Knihy pro děti:
- Pohádky do ouška jehly (Kruh Hradec Králové, 1984)
- Pohádka z duhového poháru (Kruh, 1986)
- Pohádka o Pískovečkovi (Carmen Praha, 2003)
- Čáry, máry nad safari (Sovynaz, 1994, 2008)
- Čarovánky (Sovynaz, 2008)
- Jak se chodí do školky (Sovynaz, 2008)
- Mouchy, kočky, myši, prozradí, co slyší (Sovynaz, 2008)

Kniha fejetonů:
- S broukem v hlavě (Sovynaz, 2009)

Překlady:
- Naděžda Semenčenková: Jeřabinka (verše, ukraj.) (OK Trutnov 1981)
- Daniel Uffo Horn: Malé písně (verše, něm.) (Sovynaz Trutnov, 2009)

Sborníky:
- Čas, kterým mládí jde – Obraz světa (KV SSM Brno, 1970)
- Zelené světlušky – pásmo Bez mezer (MF Praha, 1972)
- Pohledy – blok básní (Kruh, 1974)
- Breviář správného chlapce – báseň (Práce, 1975)
- Zpívej mi a vzpomenu si – poema Balzamína (MF Praha, 1976)
- Rosný bod – blok básní (ČS Praha, 1976)
- Rozměry času – básně (OKS Rychnov nad Kněžnou, 1976)
- Čas světla – blok básní (OKS a OK Trutnov, 1978)
- Karel Čapek – příspěvek (SVK Hradec Králové, 1990)
- WOLF, Vladimír. Malé dějiny Pilníkova ‒ „Ze života Čechů a Němců v Pilníkově a okolí v předválečných letech“ (s. 92‒97), foto Josef Žirovnický ([Pilníkov]: Vydáno Městským úřadem v Pilníkově, 2014. ISBN 978-80-906021-0-6)
- 21: dvacet jedna východočeských autorů o zvířatech a lidech: literární sborník – Čáry, máry nad safari ([Pardubice]: Středisko východočeských spisovatelů, 2018. ISBN 978-80-904201-8-2)
- Čtyři doby. Sborník Střediska východočeských spisovatelů 2020 – Pět causerií o „setkáních“ s Boženou Němcovou ([Pardubice]: Středisko východočeských spisovatelů, 2020. ISBN 978-80-907788-0-1)
- KOPECKÁ, Věra a Antoni MATUSZKIEWICZ. Pegas nad Broumovem: antologie poezie účastníků Dnů poezie v Broumově 2010–2019 – Výběr básní (Broumov: Věra Kopecká, 2019. ISBN 978-80-88040-46-0)

Odborné práce:
- Němečtí výtvarníci v Trutnově 1918–1945 (katalog výstavy MPT, 1993)
- Deutsche Künstler Trautenau 1918–1945 (překlad Ing. Günter Fiedler)

Spoluautor:
- Myslivost – učebnice (SZN Praha, 1975)
- Polovníctvo – učebnice (Príroda Bratislava, 1976)
- Kuks – průvodce (MNV Kuks, 1988)
- Krkonoše – průvodce (TGIF Trutnov, 1993)

Editorská činnost:
- Sborníky poezie vydávané Okresní knihovnou Trutnov v letech 1978 až 1985.
- Almanach SLŠ Šluknov (SLŠ Šluknov, 2004, s CD)

Divadelní hry:
- Krakonošovo ženění (realizace DK Trutnov 1984)
- Mít v očích svět (realizace DK Trutnov 1995)
- Pohádky do ouška jehly (zdram. pohádka – Loutk. soubor Úpice, 2007)